# Гаркуша, Диана Руслановна
Диа́на Русла́новна Гарку́ша (укр. Діана Русланівна Гаркуша; род. 5 июля 1994, Харьков) — украинская модель, ведущая, магистр права Национальный юридический университет имени Ярослава Мудрого. Заняла первое место на всеукраинском конкурсе красоты «Мисс Украина — Вселенная 2014». Представляла Украину на конкурсе красоты «Мисс Вселенная 2014», получив титул 2-й вице-мисс (в оригинале — англ. 2nd Runner-Up).

## Биография
Родился 5 июля 1994 года в Харькове. 
С 2011 года Диана Гаркуша учится в Национальном юридическом университете имени Ярослава Мудрого и работает моделью на Украине. До своего участия в «Мисс Украина — Вселенная» и «Мисс Вселенная» она выиграла множество других конкурсов, таких как: «Мисс Артек 2008», «Этно-королева Слобожанщины 2011» и «Мисс Харьков 2012».

## Конкурсы красоты

### Мисс Украина — Вселенная 2014
Гаркуша завоевала первое место в национальном конкурсе красоты «Мисс Украина — Вселенная 2014», который состоялся 6 июня 2014 года. Она представляла город Харьков.

### Мисс Вселенная 2014
Диана представляла Украину на конкурсе красоты «Мисс Вселенная 2014», где заняла третье место (в третий раз в истории этого конкурса представительница Украины вошла в топ-5). Она вышла в образе «невесты войны» в тёмно-вишнёвом платье с чёрными полосками и чёрной короной из колючей проволоки. Этот образ для Дианы создала дизайнер Людмила Бушинская. Конкурсантка с Украины призвала мир поддержать свою страну во время войны.